# Lipopolizaharidă

Structura unui lipopolizaharid

Lipopolizaharidele sunt compuși organici cu funcțiune mixtă, ce au în compoziția lor atât o grupare lipidică, cât și grupări zaharidice. Reprezintă toxine bacteriene și sunt compuse dintr-un antigen O, un nucleu extern și un nucleu intern, toate unite prin legături covalente, și se găsesc în membrana externă a bacteriilor Gram-negative.